# Jules Alexandre Alphonse Meugy
Pour les articles homonymes, voir Meugy.
Jules Alexandre Alphonse Meugy, né à Rethel le 8 janvier 1816 et mort à Paris le 18 juin 1892, est un géologue français. Ses recherches sur les gisements de phosphates ont contribué à l'expansion de l'industrie des engrais.

## Biographie
Fils de Nicolas Alexandre Meugy, médecin puis maire de Rethel de 1824 à 1830, et d'Anne Charlotte Telinge, Alphonse Meugy est né à Rethel le 8 janvier 1816. Ancien élève de l'École polytechnique et de l'École des mines de Paris, il se consacre à l'utilisation de la géologie dans l'agriculture.
Il épouse, en 1846 à Vouziers (Ardennes) , Marie Honorée Victoire Estelle Déà, fille du maire de Vouziers, avec laquelle il aura cinq enfants.
Il publie ses recherches dans les Annales des Mines, en particulier sur les phosphates. Il retient également l'attention par la carte géologique du département du Nord et par des  cartes géologiques agronomiques de différentes régions de l'Est, dont les Ardennes, dont il est originaire, et la Lorraine. De 1860 à 1862, il est directeur de l'École des mines d'Alès. Il termine inspecteur en chef des mines, et prend sa retraite en avril 1878. La Société nationale d'Agriculture de France lui décerne une médaille d'or en 1879. En quittant l'administration, il devient administrateur de la Compagnie du gaz de Paris et de la compagnie d’assurances le Monde. Musicien et joueur de violon, il a côtoyé George Onslow, et publié tardivement des ouvrages consacrés à cette passion.

## Publications
- Note sur quelques expériences faites à Rive-de-Gier (Loire) dans le but de supprimer l'épinglette et le bourroir employés communément dans le tirage des rochers à la poudre, Impr. L. Danel, 1846, 8 pages
- Historique des mines de Rive-de-Gier (Loire), précédé d'une notice géologique sur le bassin houiller de cette localité, Paris : Carilian-Goeury & Victor Dalmont, 1848 .
- Sur une cause de rupture de certains appareils à vapeur, impr. de L. Danel, 1851, 7 pages
- Essai de géologie pratique sur la Flandre française, 1852 lire en ligne.
- Recherches sur le terrain crétacé du Nord de la France, et notamment sur le gisement, l'âge et le mode de formation des minerais de fer de arrondissement d'Avesnes et de la Belgique, et des minerais de fer en général, Paris : Victor Dalmont, 1855, in 4°, 107 pp., 3 cart. h.t.[5]
- Mémoire sur les Engrais, considérés principalement au point de vue des ressources que la nature minérale peut offrir pour la fertilisation des terres, Paris : Victor Dalmont, 1855
- Sur les caractères du terrain de craie dans les départements du Nord, de l'Aisne et des Ardennes, impr. de J. Martinet, 1855, 13 pages
- Mémoire sur la découverte du phosphate de chaux terreux en France et sur l'emploi de cet engrais dans la culture, imprimerie E. Thunot et Cie, 1857, 28 pages
- Résultats d'expériences comparatives sur le chauffage d'une chaudière à vapeur avec le foyer ordinaire et avec celui de M. Duméry, impr. de Guiraudet et Jouaust, 1858, 11 pages
- Leçons élémentaires de géologie appliquée à l'agriculture, Troyes : Bertrand-Hu, 1868 lire en ligne
- Sur le Lias, impr. de E. Blot, 1870
- Statistique agronomique de l'arrondissement de Vouziers, département des Ardennes, avec Edmond Nivoit, Charleville : E. Jolly, 1873
- La poésie de la musique: son expression, ses accents rapproches des beautés naturelles et des scènes de la vie, Éditions Hachette, 1875
- Explication de la carte géologique agronomique de l'arrondissement de Rethel, département des Ardennes, avec Edmond Nivoit, Charleville, E. Jolly, 1878, 183 pages (lire sur Gallica)
- Quelques observations sur l'art du violon, Paris, Firmin Didot, 1888